# National Hockey League 1984/1985
National Hockey League 1984/1985 var den 68:e säsongen av NHL. Efter att 21 lag spelat 80 matcher i grundserien vann Edmonton Oilers sin andra Stanley Cup-titel efter att ha besegrat Philadelphia Flyers med 4-1 i matcher i finalen. Philadelphia Flyers vann grundserien på 113 poäng, före Edmonton Oilers på 109. Slutspelet drogs igång den 10 april 1985.
Poängligan vanns av Wayne Gretzky på 208 poäng (73 mål plus 135 assist), det var femte året i rad som Gretzky vann poängligan. Gretzky slog med sina 135 assist rekord för antalet assist under en säsong. Svensken Pelle Lindbergh blir förste europé att vinna Vezina Trophy som bäste målvakt. Mario Lemieux gör sin första NHL-säsong och gör 100 poäng (43 mål plus 57 assist) på 73 matcher. Han vinner även Calder Trophy som bästa nykomling. Noterbart är att Lemieux gjorde mål på sitt första skott i sitt första byte nånsin i NHL den 11 oktober 1984.De två sista spelarna som var aktiva under 1960-talet, Butch Goring (debutsäsong 1969/70) och Brad Park (debutsäsong 1968/69), lade av efter slutspelet.
Några välkända debutanter denna säsong:
- Mario Lemieux, Pittsburgh Penguins
- Patrick Roy, Montreal Canadiens
- Ulf Samuelsson, Hartford Whalers
- Tomas Sandström, New York Rangers
- Esa Tikkanen, Edmonton Oilers
- Al Iafrate, Toronto Maple Leafs
- Petr Svoboda, Montreal Canadiens

## Grundserien 1984/1985
Not: SM = Spelade matcher, V = Vunna, O = Oavgjorda, F = Förlorade, GM = Gjorda mål, IM = Insläppta mål, Pts = Poäng, MSK = Målskillnad
- Lag i grön färg till slutspel.
- Lag i röd färg har spelat klart för säsongen.

### Prince of Wales Conference
| Adams Division     | SM | V  | O  | F  | GM  | IM  | Pts | MSK |
| ------------------ | -- | -- | -- | -- | --- | --- | --- | --- |
| Montreal Canadiens | 80 | 41 | 12 | 27 | 309 | 262 | 94  | +47 |
| Quebec Nordiques   | 80 | 41 | 9  | 30 | 323 | 275 | 91  | +48 |
| Buffalo Sabres     | 80 | 38 | 14 | 28 | 290 | 237 | 90  | +53 |
| Boston Bruins      | 80 | 36 | 10 | 34 | 303 | 287 | 82  | +16 |
| Hartford Whalers   | 80 | 30 | 9  | 41 | 268 | 318 | 69  | -50 |

| Patrick Division    | SM | V  | O  | F  | GM  | IM  | Pts | MSK  |
| ------------------- | -- | -- | -- | -- | --- | --- | --- | ---- |
| Philadelphia Flyers | 80 | 53 | 7  | 20 | 348 | 241 | 113 | +107 |
| Washington Capitals | 80 | 46 | 9  | 25 | 322 | 240 | 101 | +82  |
| New York Islanders  | 80 | 40 | 6  | 34 | 345 | 312 | 86  | +33  |
| New York Rangers    | 80 | 26 | 10 | 44 | 295 | 345 | 62  | -50  |
| New Jersey Devils   | 80 | 22 | 10 | 48 | 264 | 346 | 54  | -82  |
| Pittsburgh Penguins | 80 | 24 | 5  | 51 | 276 | 385 | 53  | -109 |

### Clarence Campbell Conference
| Norris Division       | SM | V  | O  | F  | GM  | IM  | Pts | MSK  |
| --------------------- | -- | -- | -- | -- | --- | --- | --- | ---- |
| St. Louis Blues       | 80 | 37 | 12 | 31 | 299 | 288 | 86  | +11  |
| Chicago Black Hawks   | 80 | 38 | 7  | 35 | 309 | 299 | 83  | +10  |
| Detroit Red Wings     | 80 | 27 | 12 | 41 | 313 | 357 | 66  | -44  |
| Minnesota North Stars | 80 | 25 | 12 | 43 | 268 | 321 | 62  | -53  |
| Toronto Maple Leafs   | 80 | 20 | 8  | 52 | 253 | 358 | 48  | -105 |

| Smythe Division   | SM | V  | O  | F  | GM  | IM  | Pts | MSK  |
| ----------------- | -- | -- | -- | -- | --- | --- | --- | ---- |
| Edmonton Oilers   | 80 | 49 | 11 | 20 | 401 | 298 | 109 | +103 |
| Winnipeg Jets     | 80 | 43 | 10 | 27 | 358 | 332 | 96  | +26  |
| Calgary Flames    | 80 | 41 | 12 | 27 | 363 | 302 | 94  | +61  |
| Los Angeles Kings | 80 | 34 | 14 | 32 | 339 | 326 | 82  | +13  |
| Vancouver Canucks | 80 | 25 | 9  | 46 | 284 | 401 | 59  | -117 |

## Poängligan 1984/85
Not: SM = Spelade matcher, M = Mål, A = Assists, Pts = Poäng
| Spelare        | Lag                 | SM | M  | A   | Pts |
| -------------- | ------------------- | -- | -- | --- | --- |
| Wayne Gretzky  | Edmonton Oilers     | 80 | 73 | 135 | 208 |
| Jari Kurri     | Edmonton Oilers     | 73 | 71 | 64  | 135 |
| Dale Hawerchuk | Winnipeg Jets       | 80 | 53 | 77  | 130 |
| Marcel Dionne  | Los Angeles Kings   | 80 | 46 | 80  | 126 |
| Paul Coffey    | Edmonton Oilers     | 80 | 37 | 84  | 121 |
| Mike Bossy     | New York Islanders  | 76 | 58 | 59  | 117 |
| John Ogrodnick | Detroit Red Wings   | 79 | 55 | 50  | 105 |
| Denis Savard   | Chicago Black Hawks | 79 | 38 | 67  | 105 |
| Bernie Federko | St. Louis Blues     | 76 | 30 | 73  | 103 |
| Mike Gartner   | Washington Capitals | 80 | 50 | 52  | 102 |

## Slutspelet
16 lag gör upp om Stanley Cup. Åttondelsfinalerna avgjordes i bäst av fem matcher, från kvartsfinalerna avgjordes det i bäst av sju matcher.
|  | Åttondelsfinaler      | Åttondelsfinaler    |                       |   | Kvartsfinaler | Kvartsfinaler |  |  | Semifinaler | Semifinaler |  |  | Final | Final |
|  |                       |                     |                       |   |               |               |  |  |             |             |  |  |       |       |
|  |                       |                     |                       |   |               |               |  |  |             |             |  |  |       |       |
|  |                       |                     |                       |   |               |               |  |  |             |             |  |  |       |       |
|  | Montreal Canadiens    | 3                   |                       |   |               |               |  |  |             |             |  |  |       |       |
|  | Montreal Canadiens    | 3                   |                       |   |               |               |  |  |             |             |  |  |       |       |
|  | Boston Bruins         | 2                   |                       |   |               |               |  |  |             |             |  |  |       |       |
|  | Boston Bruins         | 2                   | Montreal Canadiens    | 3 |               |               |  |  |             |             |  |  |       |       |
|  |                       |                     | Montreal Canadiens    | 3 |               |               |  |  |             |             |  |  |       |       |
|  |                       | Quebec Nordiques    | 4                     |   |               |               |  |  |             |             |  |  |       |       |
|  | Quebec Nordiques      | Quebec Nordiques    | 4                     | 3 |               |               |  |  |             |             |  |  |       |       |
|  | Quebec Nordiques      |                     |                       | 3 |               |               |  |  |             |             |  |  |       |       |
|  | Buffalo Sabres        | 2                   |                       |   |               |               |  |  |             |             |  |  |       |       |
|  | Buffalo Sabres        | 2                   | Quebec Nordiques      | 2 |               |               |  |  |             |             |  |  |       |       |
|  |                       |                     | Quebec Nordiques      | 2 |               |               |  |  |             |             |  |  |       |       |
|  |                       | Philadelphia Flyers | 4                     |   |               |               |  |  |             |             |  |  |       |       |
|  | Philadelphia Flyers   | Philadelphia Flyers | 4                     | 3 |               |               |  |  |             |             |  |  |       |       |
|  | Philadelphia Flyers   |                     |                       | 3 |               |               |  |  |             |             |  |  |       |       |
|  | New York Rangers      | 0                   |                       |   |               |               |  |  |             |             |  |  |       |       |
|  | New York Rangers      | 0                   | Philadelphia Flyers   | 4 |               |               |  |  |             |             |  |  |       |       |
|  |                       |                     | Philadelphia Flyers   | 4 |               |               |  |  |             |             |  |  |       |       |
|  |                       | New York Islanders  | 1                     |   |               |               |  |  |             |             |  |  |       |       |
|  | Washington Capitals   | New York Islanders  | 1                     | 2 |               |               |  |  |             |             |  |  |       |       |
|  | Washington Capitals   |                     |                       | 2 |               |               |  |  |             |             |  |  |       |       |
|  | New York Islanders    | 3                   |                       |   |               |               |  |  |             |             |  |  |       |       |
|  | New York Islanders    | 3                   | Philadelphia Flyers   | 1 |               |               |  |  |             |             |  |  |       |       |
|  |                       |                     | Philadelphia Flyers   | 1 |               |               |  |  |             |             |  |  |       |       |
|  |                       | Edmonton Oilers     | 4                     |   |               |               |  |  |             |             |  |  |       |       |
|  | St. Louis Blues       | Edmonton Oilers     | 4                     | 0 |               |               |  |  |             |             |  |  |       |       |
|  | St. Louis Blues       |                     |                       | 0 |               |               |  |  |             |             |  |  |       |       |
|  | Minnesota North Stars | 3                   |                       |   |               |               |  |  |             |             |  |  |       |       |
|  | Minnesota North Stars | 3                   | Minnesota North Stars | 2 |               |               |  |  |             |             |  |  |       |       |
|  |                       |                     | Minnesota North Stars | 2 |               |               |  |  |             |             |  |  |       |       |
|  |                       | Chicago Black Hawks | 4                     |   |               |               |  |  |             |             |  |  |       |       |
|  | Chicago Black Hawks   | Chicago Black Hawks | 4                     | 3 |               |               |  |  |             |             |  |  |       |       |
|  | Chicago Black Hawks   |                     |                       | 3 |               |               |  |  |             |             |  |  |       |       |
|  | Detroit Red Wings     | 0                   |                       |   |               |               |  |  |             |             |  |  |       |       |
|  | Detroit Red Wings     | 0                   | Chicago Black Hawks   | 2 |               |               |  |  |             |             |  |  |       |       |
|  |                       |                     | Chicago Black Hawks   | 2 |               |               |  |  |             |             |  |  |       |       |
|  |                       | Edmonton Oilers     | 4                     |   |               |               |  |  |             |             |  |  |       |       |
|  | Edmonton Oilers       | Edmonton Oilers     | 4                     | 3 |               |               |  |  |             |             |  |  |       |       |
|  | Edmonton Oilers       |                     |                       | 3 |               |               |  |  |             |             |  |  |       |       |
|  | Los Angeles Kings     | 0                   |                       |   |               |               |  |  |             |             |  |  |       |       |
|  | Los Angeles Kings     | 0                   | Edmonton Oilers       | 4 |               |               |  |  |             |             |  |  |       |       |
|  |                       |                     | Edmonton Oilers       | 4 |               |               |  |  |             |             |  |  |       |       |
|  |                       | Winnipeg Jets       | 0                     |   |               |               |  |  |             |             |  |  |       |       |
|  | Winnipeg Jets         | Winnipeg Jets       | 0                     | 3 |               |               |  |  |             |             |  |  |       |       |
|  | Winnipeg Jets         |                     |                       | 3 |               |               |  |  |             |             |  |  |       |       |
|  | Calgary Flames        | 1                   |                       |   |               |               |  |  |             |             |  |  |       |       |
|  | Calgary Flames        | 1                   |                       |   |               |               |  |  |             |             |  |  |       |       |

## Stanley Cup-final
Philadelphia Flyers vs. Edmonton Oilers
Edmonton Oilers vann serien med 4-1 i matcher

## NHL awards
| 1984–85 NHL awards              | 1984–85 NHL awards                       |
| ------------------------------- | ---------------------------------------- |
| Prince of Wales Trophy:         | Philadelphia Flyers                      |
| Clarence S. Campbell Bowl:      | Edmonton Oilers                          |
| Art Ross Memorial Trophy:       | Wayne Gretzky, Edmonton Oilers           |
| Bill Masterton Memorial Trophy: | Anders Hedberg, New York Rangers         |
| Calder Memorial Trophy:         | Mario Lemieux, Pittsburgh Penguins       |
| Conn Smythe Trophy:             | Wayne Gretzky, Edmonton Oilers           |
| Frank J. Selke Trophy:          | Craig Ramsay, Buffalo Sabres             |
| Hart Memorial Trophy:           | Wayne Gretzky, Edmonton Oilers           |
| Jack Adams Award:               | Mike Keenan, Philadelphia Flyers         |
| James Norris Memorial Trophy:   | Paul Coffey, Edmonton Oilers             |
| Lady Byng Memorial Trophy:      | Jari Kurri, Edmonton Oilers              |
| Lester B. Pearson Award:        | Wayne Gretzky, Edmonton Oilers           |
| NHL Plus/Minus Award:           | Wayne Gretzky, Edmonton Oilers           |
| William M. Jennings Trophy:     | Tom Barrasso & Bob Sauvé, Buffalo Sabres |
| Vezina Trophy:                  | Pelle Lindbergh, Philadelphia Flyers     |
| Lester Patrick Trophy:          | Jack Butterfield & Arthur M. Wirtz       |

## All-Star
| Första laget                         | Position | Andra laget                      |
| ------------------------------------ | -------- | -------------------------------- |
| Pelle Lindbergh, Philadelphia Flyers | M        | Tom Barrasso, Buffalo Sabres     |
| Paul Coffey, Edmonton Oilers         | B        | Rod Langway, Washington Capitals |
| Ray Bourque, Boston Bruins           | B        | Doug Wilson, Chicago Black Hawks |
| Wayne Gretzky, Edmonton Oilers       | C        | Dale Hawerchuk, Winnipeg Jets    |
| Jari Kurri, Edmonton Oilers          | HF       | Mike Bossy, New York Islanders   |
| John Ogrodnick, Detroit Red Wings    | VF       | John Tonelli, New York Islanders |